# 3 Pomorska Dywizja Piechoty
3 Pomorska Dywizja Piechoty im. Romualda Traugutta (3 DP) – związek taktyczny piechoty ludowego Wojska Polskiego.

## Formowanie
3 Dywizja Piechoty została sformowana w Sielcach w okresie styczeń-marzec 1944 na podstawie rozkazu nr 95 dowódcy 1 Korpusu Polskich Sił Zbrojnych w ZSRR z 27 grudnia 1943 według etatów nr 04/500-04/215. 16 marca 1944 dywizja weszła w skład 1 Armii Polskiej w ZSRR.
26 marca 1944 żołnierze dywizji złożyli w m. Lebowo n. Oką uroczystą przysięgę wojskową.

### Skład organizacyjny
- dowództwo 3 Dywizji Piechoty im. Romualda Traugutta
- 7 Kołobrzeski pułk piechoty
- 8 Bydgoski pułk piechoty
- 9 Zaodrzański pułk piechoty
- 3 pułk artylerii lekkiej (od maja 1945 przemianowany na 5 pułk artylerii lekkiej)
- 3 samodzielny dywizjon przeciwpancerny
- pluton dowodzenia dowódcy artylerii
- 3 samodzielny szkolny batalion piechoty
- 4 samodzielny batalion saperów
- 3 samodzielna kompania zwiadowcza
- 3 samodzielna kompania łączności
- 3 samodzielny batalion sanitarny
- 3 szpital (ambulans) weterynaryjny
- 3 samodzielna kompania chemiczna
- 3 samodzielna kompania samochodowo-transportowa
- ruchomy warsztat taborowo-mundurowy
- 3 piekarnia polowa
- 1942 kasa polowego Banku Polskiego
- oddział informacji dywizji
- 2930 wojskowa stacja pocztowa

## Działania bojowe
W styczniu 1944 3 Dywizja Piechoty przegrupowana została w rejon Smoleńska, gdzie weszła w skład 1 Armii WP. W jej składzie uczestniczyła w wyzwoleniu ziem polskich oraz w operacji berlińskiej.
Szlak bojowy rozpoczęła od walk na przyczółku warecko-magnuszewskim w sierpniu 1944.
Niosąc we wrześniu 1944 pomoc powstańczej Warszawie, walczyła na przyczółku czerniakowskim (z 873 żołnierzy, którzy przeprawili się na lewy brzeg Wisły, zginęło 485).
W styczniu 1945 uczestniczyła w walkach o Warszawę, zdobyła Bydgoszcz, przełamała Wał Pomorski w rejonie Jastrowia oraz brała udział w zdobywaniu Kołobrzegu.
Po ustawieniu słupów granicznych nad Odrą, dywizja zakończyła szlak bojowy walkami na polach Brandenburgii. 4 maja osiągnęła Neuwerder.
Rozkazem Nr 078 Naczelnego Dowództwa Armii Czerwonej z dnia 4 maja 1945 otrzymała nazwę wyróżniającą „Pomorska”.
Na podstawie rozkazu Nr 130 Naczelnego Dowódcy Wojska Polskiego z 21 maja 1945 dywizja została odznaczona Orderem Krzyża Grunwaldu II klasy.
W końcu maja 1945 jednostki 3 Dywizji Piechoty rozpoczęły drogę powrotną do kraju.
|  |  |  |  |

|  |  |  |  |

## Okres powojenny
W czerwcu 1945 po zakończeniu służby okupacyjnej w Niemczech dywizja powróciła do kraju. Weszła w podporządkowanie Okręgu Wojskowego Lublin. Jej sztab rozlokował się w Lublinie. Wojska dywizji zostały wykorzystane do walki ze zbrojnym podziemiem (w tym do walki z UPA).
W związku z ogólną reorganizacją Wojsk Polskiego rozkazem Nr 046/Org. Naczelnego Dowódcy WP z 27 lutego 1946, dowódca Okręgu Wojskowego Nr VII – do dnia 31 marca 1946 przeniósł dywizję istniejącą według etatów 04/500 – 04/512 – na etaty Nr 2/50 – 2/56 o stanie osobowym 5197 wojskowych i 35 kontraktowych. Część „wojennych” oddziałów rozformowano (m.in. batalion szkolny, kompanię zwiadu, batalion sanitarny).
Od 26 lutego do 14 czerwca 1946 Dywizja Piechoty ponownie przystąpiła do akcji przesiedlania ludności ukraińskiej z powiatu Tomaszów Lubelski.
W połowie czerwca 1946 dowództwo i sztab 3 DP, wspólnie z pododdziałami dowodzenia, dyslokowano z Lublina do Zamościa.
Rozkazem Naczelnego Dowódcy WP Nr 0208/Org. z 22 listopada 1946 przeformowano dywizję na nowe etaty DP typu B (5015 wojskowych i 51 pracowników kontraktowych). Zmniejszono stan osobowy pułków piechoty z 1310 żołnierzy do 1249 żołnierzy. Korekty etatów dokonano rozkazem Naczelnego Dowódcy WP Nr 052/Org. z 17 lutego 1947 (4500 żołnierzy)
W celu wprowadzenia jednolitej struktury organizacyjnej w dywizjach piechoty WP rozkazem Dowódcy Wojsk Lądowych z 30 października 1948 przeprowadzono reorganizację 3 Dywizji Piechoty przenosząc ją na nowe etaty Nr 2/76, 2/77, 2/78, 2/79, 2/80 i 2/81 (o stanie osobowym 3697 wojskowych i 25 kontraktowych).
Na podstawie rozkazu Nr 0046/Org. Ministra Obrony Narodowej z 30 marca 1949 dowódca 3 DP przekazał dowódcy 14 DP 9 pułk piechoty z Hrubieszowa, a od 14 DP przyjął 45 pułk piechoty z Siedlec.
Rozkazem MON Nr 0200/Org. z 14 września 1949 przeformowano 3 Dywizję Piechoty na nowe etaty Nr 2/94 do 2/99 (4050 wojskowych i 28 pracowników kontraktowych). W tym samym czasie sztab dywizji i 20 bł powrócił z Zamościa do Lublina (ul. Uniwersytecka 3).
Rozkazem MON Nr 0099/Org. z 2 września 1950 nakazano przeformować dywizję na etat Terytorialnej Dywizji Piechoty. Już w marcu 1951 zrezygnowano z tego zamiaru i przeniesiono dywizję na etaty dywizji piechoty typu B „konna mała”.
Jesienią 1952 dywizja przyjęła w podporządkowanie z rozwiązywanej 25 DP 83 pułk piechoty z Chełma. W krótkim czasie 83 pp jednak rozwiązano.
W połowie lat 50. sztab dywizji przedyslokowano z Lublina do Siedlec, by kilka lat później powrócić do Lublina. Jednocześnie rozkaz MON Nr 0026/Org. z 4 września 1956 rozformowuje dywizyjny batalion łączności, a nakazuje przyjąć w podporządkowanie lubelski 53 Batalion Łączności rozformowywanego 9 KA.
Wiosną 1957 dywizja została zreorganizowana i otrzymała etaty dywizji piechoty typu B.
Na podstawie zarządzenia Nr 023/Org. szefa Sztabu Generalnego WP z 7 marca 1962 3 DP została przeformowana w 3 Dywizję Zmechanizowaną i skadrowana.

### Skład i rozmieszczenie (1949)
dowództwo – Zamość
- 7 pułk piechoty – Lublin
- 8 pułk piechoty – Zamość
- 9 pułk piechoty – Hrubieszów
- 5 pułk artylerii lekkiej – Chełm
- 3 dywizjon artylerii przeciwpancernej – Lublin
- 4 batalion saperów – Zamość

### W składzie 9 Korpusu Armijnego
dowództwo – Lublin
- 7 pułk piechoty – Lublin
- 8 pułk piechoty – Hrubieszów
- 45 pułk piechoty – Siedlce
- 5 pułk artylerii lekkiej – Chełm
- 3 dywizjon artylerii przeciwpancernej – Hrubieszów
- 18 dywizjon artylerii przeciwlotniczej – Lublin
- 20 batalion łączności – Lublin
- 4 batalion saperów – Tomaszów Maz.

## Żołnierze dywizji
Dowódcy dywizji
- gen. bryg. Stanisław Galicki (1 I – 1 XI 1944)
- gen. bryg. Stanisław Zajkowski (1 XI 1944 – X 1945)
- płk Władysław Mikołajczak (cz.p.o. X 1945 – I 1946)
- gen. bryg. Mieczysław Melenas (I 1946 – I 1948)
- płk Leon Sikorski (I – VII 1948)
- ppłk/płk Wilhelm Stanisław Zitta (VII – X 1948)
- płk Narcyz Rudziński (XI 1948 – XII 1949)
- płk Józef Bielecki (I 1950 – VII 1951)
- płk Dymitr Szarówka (VII – IX 1950)
- płk Wacław Zwierzański (IX 1951 – XII 1953)
- płk Michał Pazowski (I 1954 – XII 1955)
- płk Jan Piróg (XII 1955 – XI 1956)
- płk Jan Wyderkowski (XI 1956 – I 1958)
- płk dypl. Florian Siwicki (I 1958 – III 1961)
- płk Jan Piróg (III 1961 – III 1962)

Oficerowie sztabu dywizji
- Henryk Antoszkiewicz

## Sztandar dywizji
Sztandar dywizyjny ufundowany został przez Związek Patriotów Polskich i wreczony 30 maja 1944 w Przebrażu koło Kiwerc. W czasie uroczystości gen. Zygmunt Berling wręczył sztandar gen. Stanisławowi Galickiemu. Dowódca dywizji złożył w imieniu żołnierzy przyrzeczenie: „Przyrzekam, że sztandar ten nigdy nie wypadnie z naszej ręki...”. W uroczystości wzięła udział delegacja KRN.
Opis sztandaru:

Płat o wymiarach 101 × 92 cm, obszyty z trzech stron żółtą frędzlą, przymocowany do drzewca za pomocą pręta stalowego i dziewięciu kółek. Drzewce z jasnego, politurowanego drewna z dwóch części skręcanych za pomocą okuć stalowych. Głowica w kształcie orła wspartego na cokole skrzynkowym z napisem: „3 Dywizja Piechoty im. R. Traugutta”. Wstążka Orderu Krzyża Grunwaldu przyszyta przy płacie sztandaru.
Strona główna:

Czerwony krzyż kawalerski, pola między ramionami krzyża białe. Pośrodku aplikowany i haftowany białą nicią orzeł w otoku wieńca laurowego. Wieniec aplikowany z żółtego jedwabiu i haftowany żółtym i brązowym jedwabiem. Na ramionach krzyża haftowane białą nicią napisy: „HONOR I OJCZYZNA” i „ZA NASZĄ I WASZĄ WOLNOŚĆ”. Na białych polach haftowane ponad gałązkami lauru białą nicią cyfry i inicjały pułków wchodzących w skład dywizji: „7 P.P.”; „8 P.P.”; „9 P.P.” i „3 P.A.L.”.
Strona odwrotna:

Czerwony krzyż kawalerski. Poła między ramionami krzyża białe. Pośrodku, na aplikowanym białym kole, haftowana podobizna Romualda Traugutta, w otoku wieńca laurowego, haftowanego jak na stronie głównej. Pod wizerunkiem, w półokrąg, haftowany białą nicią napis: „3 DYWIZJA PIECHOTY IM. R. TRAUGUTTA”. Na dwu białych polach haftowane białą nicią daty: „1863”; „1944.26.III” oraz gałązki laurowe.

## Tradycje

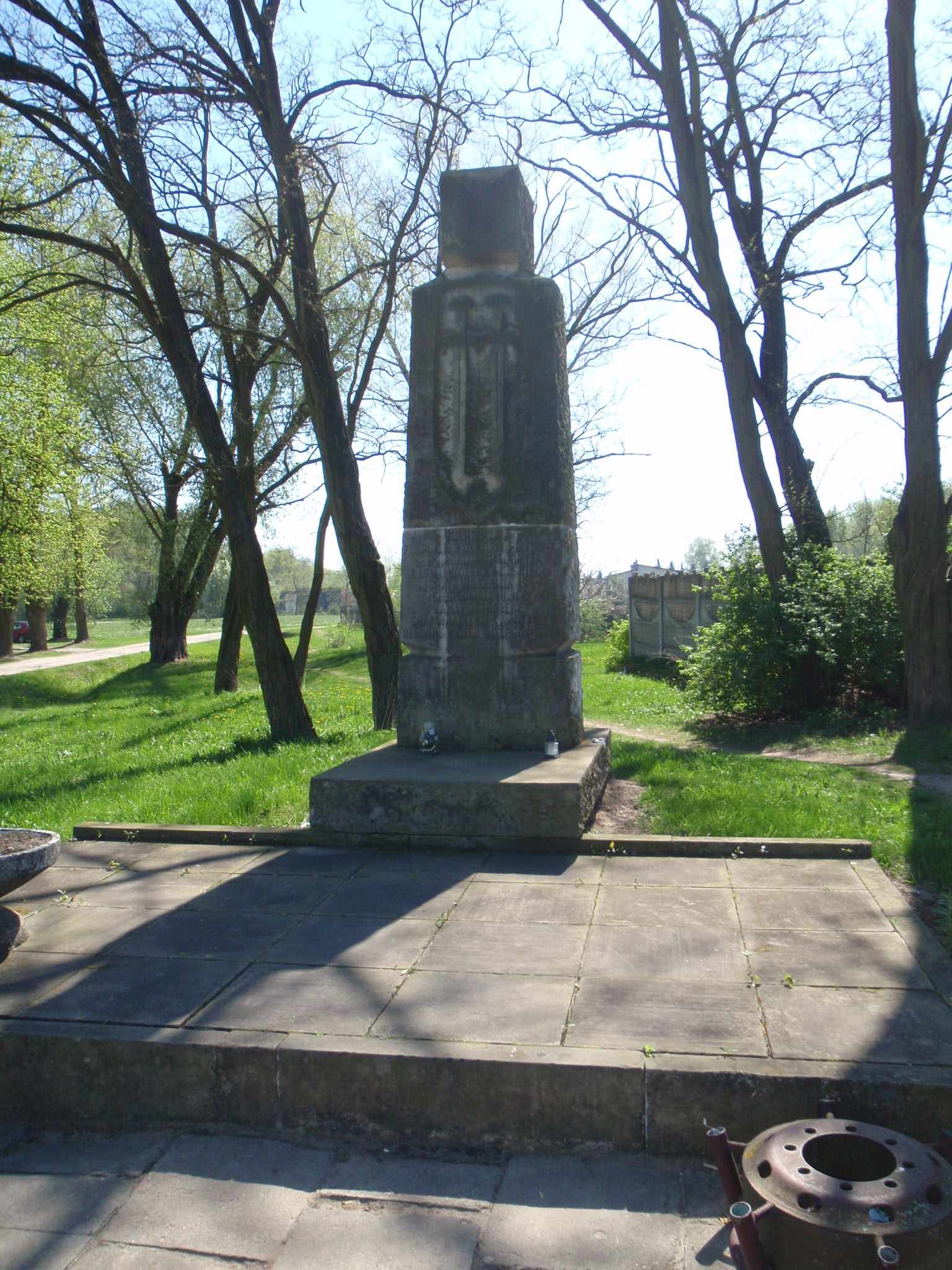
Pomnik w Ostrołęce upamiętniający walki Dywizji na przyczółku warecko-magnuszewskim

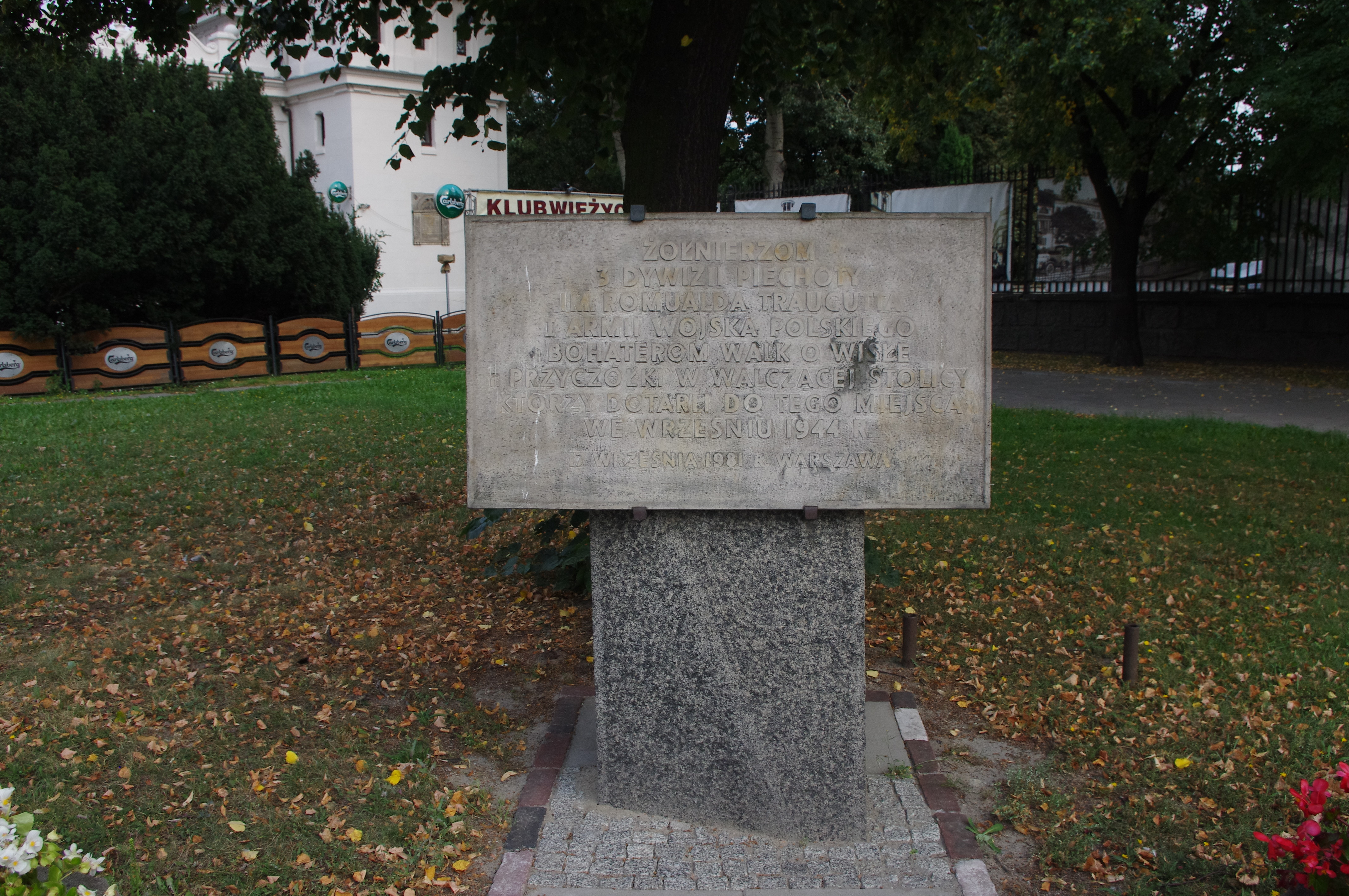
Tablica upamiętniająca 3 Pomorską Dywizje Piechoty im. Romualda Traugutta i jej walki o wyzwolenie Warszawy w 1944, znajdująca się w Al. Jerozolimskich w Warszawie

Tradycje 3 Dywizji Piechoty kontynuowała 3 Brygada Zmechanizowana Legionów im. Romualda Traugutta z Lublina, wchodząca w skład 1 Warszawskiej Dywizji Zmechanizowanej im. Tadeusza Kościuszki.